# Jiří Polanský (politik)
Jiří Polanský (* 25. července 1950 Chomutov) je český politik ODS, v letech 2006–2010 poslanec Parlamentu ČR.

## Biografie
Vystudoval gymnázium a pak Právnickou fakultu Univerzity Karlovy v Praze. Od roku 1978 působil jako advokát v Chomutově, koncem 90. let 20. století otevřel i advokátní kancelář v Praze. Je ženatý, má syna.
Od roku 1994 je členem ODS. V komunálních volbách roku 1994, komunálních volbách roku 2002 a komunálních volbách roku 2006 byl zvolen do zastupitelstva města Chomutov za ODS. Profesně se uvádí k roku 2002 jako advokát, v roce 2006 coby poslanec. V roce 2006 se uvádí, že v prvním volebním období zastává funkci radního Chomutova.
Ve volbách v roce 2006 byl zvolen do poslanecké sněmovny za ODS (volební obvod Ústecký kraj). Působil jako místopředseda ústavněprávního výboru a člen mandátového a imunitního výboru. Ve sněmovně setrval do voleb v roce 2010.